# Jesús Narro
Jesús Narro (Tolosa, 4 gennaio 1922 – Tolosa, 7 gennaio 1987) è stato un calciatore spagnolo.

## Carriera
In attività giocava come centrocampista. Nel Real Madrid vinse una Liga.